# 上島ティモシー
上島 ティモシー（かみしま ティモシー、1986年11月28日 - ）は、日本の男子プロバスケットボール選手である。ポジションはフォワード。静岡県静岡市清水区生まれ奈良県出身。197cm、90kg。

## 来歴
奈良県の広陵町立真美ヶ丘中学校から米国・カリフォルニア州のヘメット高校、カリフォルニア大学ロサンゼルス校（UCLA）にバスケ留学。
卒業後、大阪クラブバスケットボール連盟のFantasistaでプレー。
2012年、bjリーグの浜松・東三河フェニックスにドラフト1巡目指名され、入団。
2013年オフ契約満了。

## 経歴
- ヘメット高校 - UCLA - Fantasista - 浜松・東三河フェニックス